# Renacimiento vikingo
El renacimiento vikingo fue un movimiento que reflejaba un nuevo interés y aprecio por la historia y la cultura medieval vikinga. El interés se reavivó a finales del siglo XVIII y durante el siglo XIX, a menudo con matices heroicos añadidos, típicos del romanticismo de la época.
El resurgimiento comenzó antes con los descubrimientos históricos y de las primeras publicaciones modernas sobre la cultura nórdica antigua. La primera edición impresa de la Gesta Danorum (Historia de los daneses) del siglo XIII de Saxo Grammaticus, apareció en 1514 justo cuando la impresión de libros empezó a ser más fácil y el negocio de la impresión se extendió rápidamente. En 1555 se publicó la Historia de gentibus septentrionalibus (Historia de los pueblos del norte) de Olaus Magnus. El ritmo de publicación aumentó durante el siglo XVII con las traducciones al latín de las famosas Edda, en particular la Edda Islandorum de Peder Resen de 1665. Las Edda consistían en dos obras literarias medievales islandesas del siglo XIII sobre mitología nórdica, escritas en el siglo XIII, pero ciertamente a partir de fuentes orales más antiguas: la Edda prosaica, y una colección más antigua de poemas sin título original que ahora se conoce como la Edda poética. (El término históricamente se refería solo a la Edda prosaica, pero desde entonces ha caído en desuso debido a la confusión con la otra obra). Estos libros son las principales fuentes de la tradición escáldica medieval de poesía y narración de cuentos en Islandia y de la mitología nórdica.
El vocablo «vikingo» no es un término medieval, no se introdujo en el inglés moderno hasta el siglo XVIII. Durante esa época romántica, las hazañas vikingas se agregaron y tendieron a ser falsamente incluidas bajo una sola categoría y posteriormente romantizadas como aventuras heroicas. Los etimólogos suelen atribuir el término «vikingo» a los escritores que se refieren a los que se dedican a hacer incursiones y saqueos. La palabra «vikingo» en el sentido en que se utiliza comúnmente se deriva del antiguo nórdico víkingr, que significa explorador marino o pirata. Así pues, nuestra comprensión de la historia de los «vikingos» está moldeada por las opiniones de los autores del Romanticismo, que estudiaron y escribieron sobre «los vikingos», desde su punto de vista.

## Noruega
El redescubrimiento del pasado vikingo comenzó en Noruega durante el siglo XIX cuando el país experimentó un aumento del nacionalismo. Después de haber estado en una unión personal con Dinamarca bajo el rey danés durante 400 años y posteriormente en la unión entre Suecia y Noruega bajo el rey sueco, los noruegos comenzaron a mirar hacia su pasado, a sus reyes y sagas de la época vikinga. En 1867, el primer barco vikingo que se descubrió, el barco de Tune, fue excavado en Østfold, Noruega. El barco proporcionó nuevos conocimientos sobre los vikingos y su cultura. La excavación de otros barcos y artefactos llevó a una mayor conciencia sobre el pasado vikingo en Noruega. Por ejemplo, el único casco vikingo completo, el yelmo de Gjermundbu, que se ha encontrado también fue excavado en Buskerud, Noruega.

## Dinamarca
El anticuario danés Carl Christian Rafn destacó por su temprana defensa de la teoría de que los vikingos habían explorado América del Norte siglos antes de los viajes de Cristóbal Colón y Juan Caboto. Rafn publicó gran parte de su trabajo en 1837 en el Antiquitates Americanæ, considerada la primera exposición erudita del período de exploración de los antiguos nórdicos.

## Suecia
El término «vikingo» fue popularizado con connotaciones positivas por Erik Gustaf Geijer a principios del siglo XIX. Su poema El vikingo (Vikingen) apareció en la primera edición de la revista sueca, Iduna. La palabra «vikingo» se tomó para referirse a los marinos y guerreros nórdicos románticos, heroicos e idealizados. Este renovado interés del romanticismo de un pasado histórico tenía implicaciones políticas. La Sociedad Gótica, de la que Geijer era miembro, popularizó este ideal en gran medida. Otro autor que tuvo gran influencia en la percepción de los vikingos fue Esaias Tegnér, otro miembro de la Sociedad Gótica que escribió una versión moderna de la Saga de Frithiof, que se hizo muy popular en los países nórdicos, Inglaterra, Estados Unidos y Alemania.

## Alemania
Se dice que las piezas musicales del compositor alemán Richard Wagner tienen fuertes influencias de la mitología nórdica. En su época, sus influencias nórdicas realzaron aún más el romanticismo de la era vikinga. El anillo del nibelungo de Wagner, comúnmente conocido como El ciclo del anillo, es un conjunto de cuatro óperas basadas en figuras y elementos de la mitología germana —particularmente de la mitología nórdica más tardía—, especialmente la Edda poética y la Saga völsunga, del nórdico antiguo, y el poema épico del Cantar de los nibelungos.

## Reino Unido
Los autores ingleses del XVI eran conscientes del impacto vikingo en el medio rural, aunque los numerosos topónimos de «Danes Camp» se explican mejor como una modificación de dene, o hueco. Tras el primer florecimiento de los estudios anglosajones en el siglo XVII, hubo una ola similar de entusiasmo por la cultura del norte en Gran Bretaña, identificando como restos vikingos las fortalezas de las colinas de la Edad del Hierro e incluso Stonehenge y ejemplificado por los intereses anticuarios de George Hickes, que publicó un Linguarum veterum septentrionalium thesaurus grammatico-criticus et archæologicus en 1703-05. En el decenio de 1780 Dinamarca ofreció ceder Islandia a Gran Bretaña a cambio de la isla del cangrejo (Vieques, Puerto Rico), y en el decenio de 1860 se consideró a Islandia como compensación por el apoyo británico a Dinamarca en el asunto de Schleswig-Holstein. Durante este tiempo, el interés y el entusiasmo británico por Islandia y la cultura nórdica crecieron de forma espectacular, expresado en poemas originales ingleses que ensalzaban las virtudes vikingas, como las Odas rúnicas de Thomas Warton de 1748.

## Estados Unidos
Rasmus B. Anderson, el principal fundador del Departamento de Estudios Escandinavos de la Universidad de Wisconsin-Madison, también fundó una editorial, Norrœna Society, que se centró en la reedición de traducciones de textos dedicados a la historia y el romanticismo del norte de Europa. Anderson fue el autor de varios libros de temática escandinava. Difundió en la cultura popular americana la idea de que los exploradores vikingos descubrieron el Nuevo Mundo y fue el creador del Día de Leif Erikson.